# Metropolitan Community Church

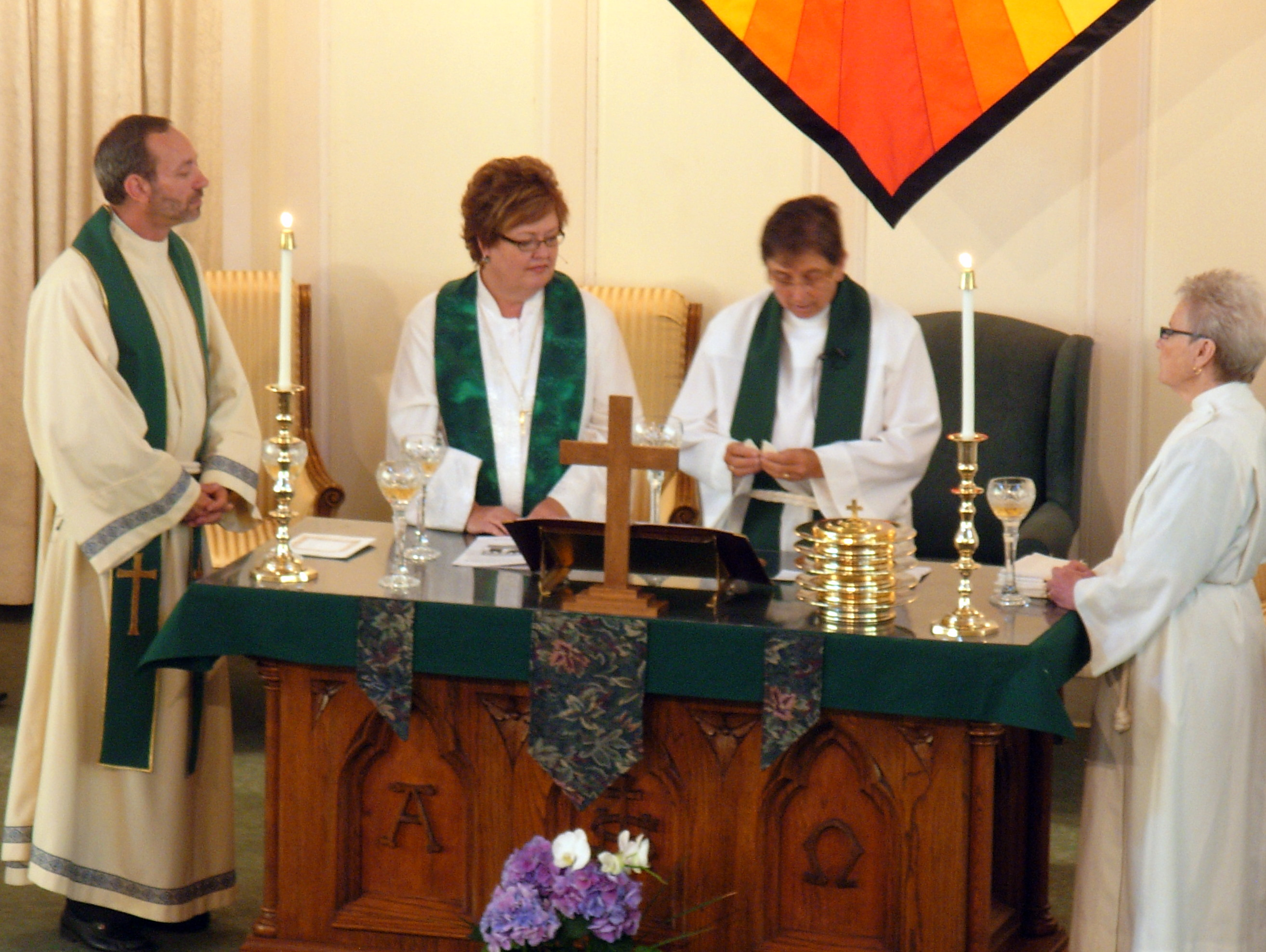
Abendmahl

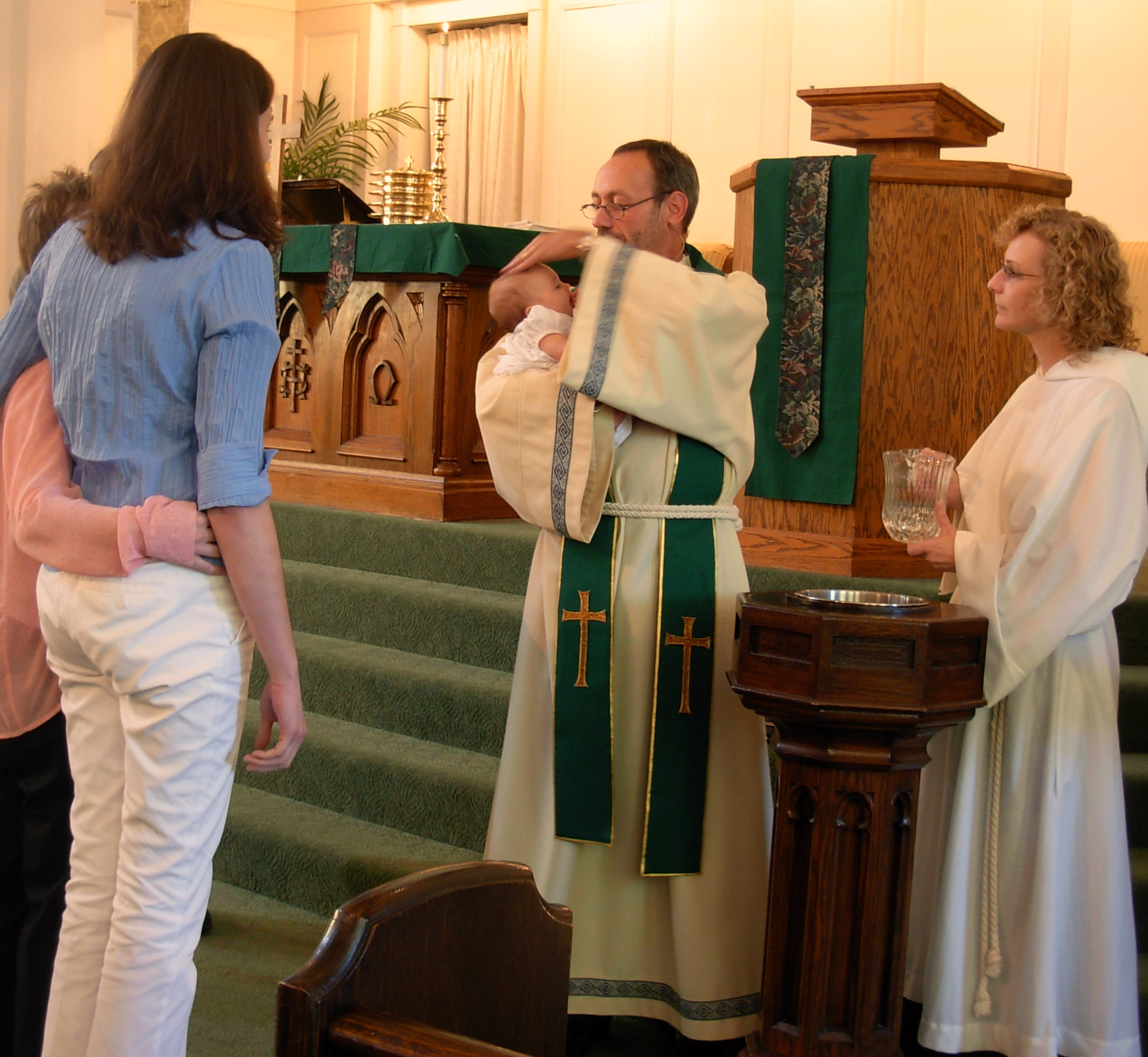
Taufe

Die Metropolitan Community Church, kurz MCC (vollständig: The Universal Fellowship of Metropolitan Community Churches oder UFMCC), ist eine weltweit agierende Dachorganisation für ein Netzwerk von protestantischen Freikirchen. MCC entstand ursprünglich im Oktober 1968 als kleine Einzelgemeinde des homosexuellen Pastors Troy Perry im Umfeld der Schwulenszene von Los Angeles; die Gründung war eine Reaktion auf die zu der Zeit erhebliche gesellschaftliche Diskriminierung von Schwulen und Lesben. Die ursprüngliche Fokussierung auf die schwul-lesbische Szene entwickelte sich weiter zu einem generellen Prinzip der Inklusivität, so dass MCC mittlerweile danach strebt, auch andere, oftmals ausgegrenzte Minderheiten zu erreichen. 2005 übernahm Nancy Wilson das Amt des Moderators von Troy Perry.
Die Gemeinschaft hat offiziell Beobachterstatus beim Weltkirchenrat. Der National Council of Churches of Christ in den Vereinigten Staaten hat eine Mitgliedschaft der MCC mehrfach abgelehnt.

## Struktur

### Dachorganisation
Der Sitz des Hauptquartiers der weltweiten MCC ist in West Hollywood, CA. Ausgehend davon ist die Welt zurzeit in acht Regionen eingeteilt (Europa liegt z. B. mit Afrika und dem Nahen Osten in Region vier), die jeweils von einem/einer Regional-Ältesten betreut werden. Die MCC an sich ist jedoch dezentral strukturiert. Derzeit gibt es 172 Mitgliedsgemeinden, 50 Gemeinden in Gründung und 12 besondere Dienste in 37 Ländern.

### Geschichte
Die erste Gemeinde wurde 1968 in Los Angeles von Troy Perry gegründet. Das war zu einer Zeit, als die Haltung der christlichen Kirchen gegenüber Homosexualität fast vollständig negativ war. Die MCC wuchs seitdem und ist nun in 37 Ländern mit 222 Gemeinden präsent. Am stärksten ist sie in den USA vertreten, gefolgt von Kanada. Seit 1988 gibt es die MCC auch in Deutschland.
1972 wurde Freda Smith die erste Pastorin der MCC.
Perry war der Moderator der Gemeinschaft bis 2005, bis Nancy Wilson von der allgemeinen Konferenz als Moderatorin gewählt wurde. Sie war erst die zweite Person und die erste Frau als Moderatorin. Wilson ging Oktober 2016 in den Ruhestand und wurde von einer Interimsmoderatorin, Rev. Elder Rachelle Brown, abgelöst. Derzeit ist Cecilia Eggleston Moderatorin. 

### Gemeinden vor Ort
MCC betont die Autonomie der lokalen Gemeinde – daher wird man das Kürzel MCC vor allem in Zusammenhang mit einem Ort hören, z. B. MCC Hamburg. Zusätzlich dazu gibt es noch weitere Anhänge, wie MCC Stuttgart – Salz der Erde.
Die lokalen Gemeinden sind demokratisch verfasst. In Deutschland sind die Ortsgemeinden daher in einen eingetragenen Verein integriert. Jeder getaufte Christ kann der Gemeinde beitreten und als Gemeindeglied an Entscheidungsprozessen mitwirken (beispielsweise an der Wahl des Pastors). Nicht-Mitglieder können als „Freunde der Gemeinde“ an der Gemeindearbeit teilnehmen, sind jedoch nicht stimmberechtigt oder wählbar.

## Grundwerte, Glaubensinhalte

### Grundsätzliches, Mitgliedschaft
Die MCC ist eine christliche, protestantische Kirche, legt jedoch besonderen Wert darauf, alle Menschen zu erreichen. Daher gibt es, bis auf das Bekenntnis zum christlichen Glauben und die Taufe, keine weitere Voraussetzung für eine Mitgliedschaft. Die Theologie der MCC wird im Apostolikum und Nicänum begründet, die von allen Mitgliedern des Klerus und anderen, die in Führungspositionen stehen, und von allen Gemeinden anerkannt werden müssen.
Die Kirchen als Institutionen werden bei der MCC differenzierter betrachtet, insbesondere stützt sich die Ansicht darauf, dass Jesus auch nichts gegen Minderheiten sagte und Schwule geliebt habe.

### Sakramente und Segenshandlungen
Die Weltsatzung der MCC sieht, wie für Protestanten üblich, zwei Sakramente (Taufe und Abendmahl) vor. Daneben stehen mehrere Segenshandlungen (Ordination von neuen Geistlichen, Aufnahme neuer Mitglieder, Partnerschaftssegnung wie Segnung gleichgeschlechtlicher Paare, Bestattungen und Gebet unter Handauflegen). Das Abendmahl wird mindestens einmal wöchentlich gefeiert, und zwar immer als offenes Abendmahl, was heißt, dass es für die Teilnahme am Abendmahl keine besondere Voraussetzungen (wie z. B. Taufe, Konfirmation oder den Glauben an ein bestimmtes Bekenntnis) gibt.

### Geistlichkeit, Gottesdienst, Liturgie
Die MCC-Gemeinden werden von einem ordinierten Pastor betreut. Jedoch wird das „Priestertum aller Gläubigen“ gefördert, so dass Laien den Gottesdienst leiten oder Teile der Liturgie halten können. Der Pastor muss eine Lizenz besitzen, um als Pastor der Gemeinde fungieren zu können.

### Sexualität
Schwule, Lesben, Bisexuelle, Inter- und Transsexuelle sind in der MCC akzeptiert, wertgeschätzt und angenommen. Die MCC Gemeinde Köln hat in ihren häufig gestellten Fragen das Thema aufgegriffen. Sexualität ist ihrer Ansicht nach jedoch kein Thema, das regelmäßig diskutiert zu werden braucht.

## MCC in Deutschland

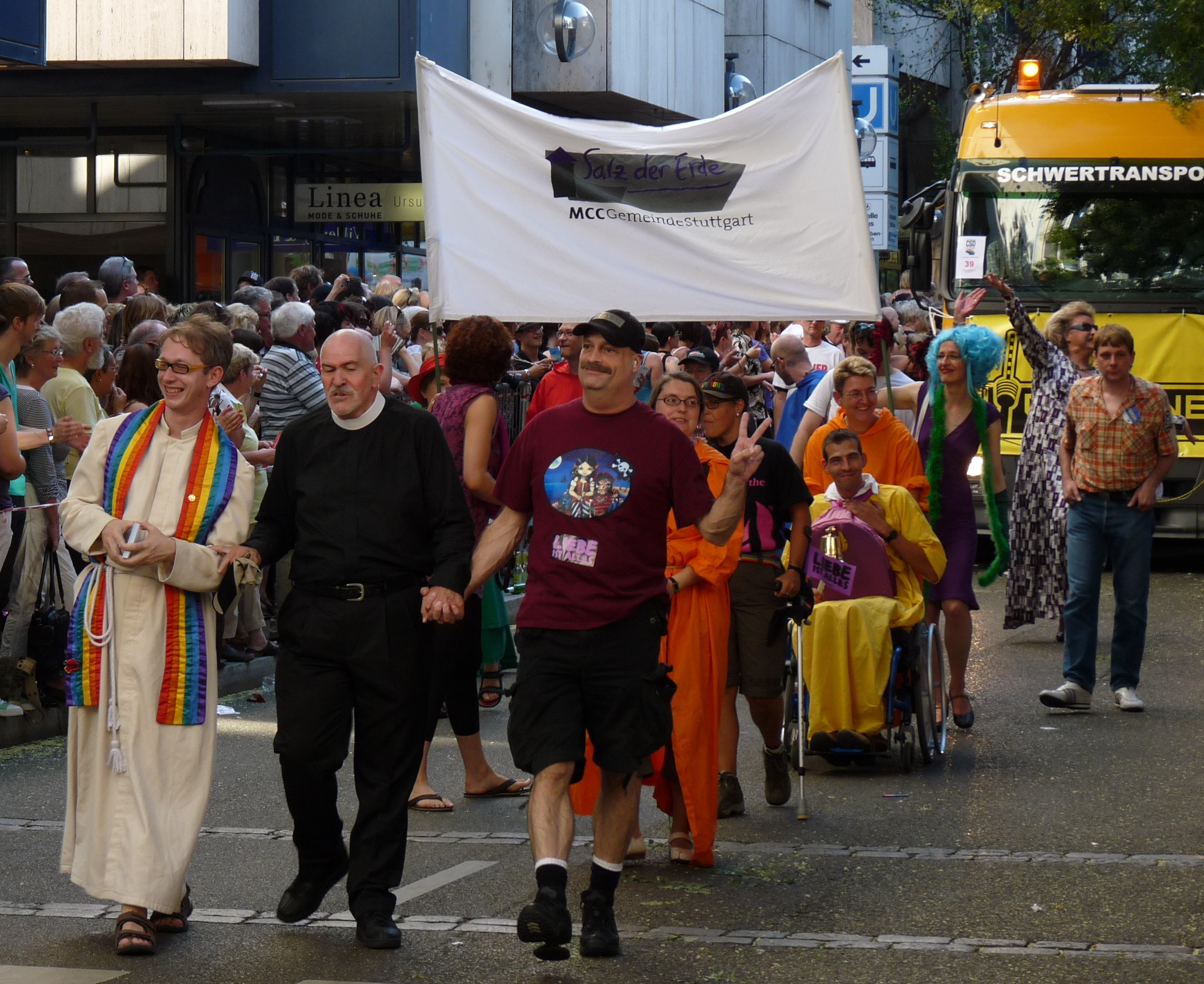
Salz der Erde MCC im Stuttgarter CSD im Jahr 2009.

Die MCC in Deutschland hatte 2018 ihr 30-jähriges Jubiläum. Der erste Gottesdienst der Basisgemeinde MCC Hamburg wurde im September 1988 gefeiert. Derzeit gibt es drei MCC-Gemeinden in Deutschland:
- Basisgemeinde MCC in Hamburg[12][13]
- Salz der Erde MCC in Stuttgart[14][15]
- MCC Gemeinde in Köln[8]